# Kommunalabgaben
Kommunalabgaben (oder Gemeindeabgaben) sind in der Finanzwissenschaft und Steuerlehre die aufgrund eigener kommunaler Finanzhoheit von den Gemeinden, Gemeindeverbänden oder Landkreisen erhobenen öffentlichen Abgaben.

## Allgemeines
Der Abgabenbegriff besitzt einen umfassenden Begriffsinhalt, der im „steuerrechtlichen Grundgesetz“ der Abgabenordnung (AO) zum Ausdruck kommt. Sie gilt für alle Abgaben, wenngleich ihr Kerninhalt die Steuern sind (§ 3 AO).
Das deutsche Finanzverfassungsrecht sieht eine Ertragshoheit für Bund, Länder und Gemeinden vor. Jede dieser Ebenen besitzt eine Ertragshoheit, zwecks Erfüllung der öffentlichen Aufgaben (insbesondere Daseinsvorsorge für die Wirtschaftssubjekte: Bürger und Unternehmen) Staatseinnahmen in Form von Steuern, Abgaben und Gebühren zu erheben. Nach Art. 106 Abs. 6 GG können die Kommunen örtliche Verbrauch- und Aufwandsteuern selbst durch Satzung einführen und erheben.

## Arten
Zu den Kommunalabgaben gehören insbesondere
- Gemeindesteuern: Gewerbesteuer, Grundsteuer, Verbrauchsteuern: Fischereisteuer, Getränkesteuer, Hundesteuer, Jagdsteuer, Ortstaxe, Pferdesteuer, Schankerlaubnissteuer, Vergnügungsteuer, Zweitwohnungsteuer.
- Gebühren werden als Gegenleistung für einen aktuellen Vorteil eines Wirtschaftssubjektes verlangt: Abfallbeseitigungsgebühren, Abwassergebühren, Benutzungsgebühren (Frischwassergebühren), kommunale Verwaltungsgebühren, Ortstaxen.
- Abgaben und sonstige Beiträge werden als Gegenleistung für einen potenziellen Vorteil eines Wirtschaftssubjektes verlangt: Abwasserabgaben, Erschließungsbeiträge, Feuerwehrabgaben, Fremdenverkehrsbeiträge, Konzessionsabgaben, Kulturförderabgaben, Straßenbaubeiträge oder Tourismusabgaben.

Einzelne Geldleistungen tragen direkt die Bezeichnung „Abgabe“ oder „Beitrag“. Beiträge sind Geldleistungen, die dem Ersatz des Aufwandes für die Herstellung, Anschaffung und Erweiterung öffentlicher Einrichtungen bei Straßen, Wegen und Plätzen auch für deren Verbesserung, jedoch ohne die laufende Unterhaltung und Instandsetzung, dienen. Gebühren sind Geldleistungen, die als Gegenleistung für eine besondere Leistung (Amtshandlung oder sonstige Tätigkeit) der öffentlichen Verwaltung (Verwaltungsgebühren) oder für die Inanspruchnahme öffentlicher Einrichtungen und Anlagen (Benutzungsgebühren) erhoben werden. Während Erschließungsbeiträge nach § 127 BauGB nur erhoben werden können, wenn die Straße erstmals gebaut wird (etwa als Anbindung an eine neue Wohnsiedlung), können Straßenausbaubeiträge nach dem KAG dagegen nur für den Umbau, die Verbesserung, die Erweiterung oder die Erneuerung einer bereits vorhandenen Straße erhoben werden.  
Eintrittsgelder für das städtische Schwimmbad oder sonstige öffentliche Einrichtungen sind in der Regel privatrechtliche Entgelte und gehören deshalb nicht zu den Kommunalabgaben.

### Kommunale Beiträge
Beiträge sind eine Geldleistung für den Ersatz des Aufwandes für die Herstellung, Anschaffung und Erweiterung öffentlicher Einrichtungen und Anlagen (vgl. § 8 Abs. 2 KAG NRW). Der Beitrag wird für die konkrete Erstellung bzw. Verbesserung einer Einrichtung bzw. Anlage erhoben (laufender Unterhalt darf in einen Beitrag nicht einfließen). Ausreichend ist, dass der Beitragspflichtige die Möglichkeit hat, diese Einrichtung oder Anlage zu nutzen. Eine tatsächliche Inanspruchnahme ist nicht erforderlich. Damit wird der Beitrag von der Gebühr (tatsächliche Nutzung) abgegrenzt.
Beispiel 1
Erschließungsbeitrag nach Baugesetzbuch (BauGB): Die Kommune erschließt ein Baugebiet mit öffentlichen Straßen, Ver- und Entsorgungsanlagen. Damit verbessert sie den Grundstückswert der angrenzenden Privatgrundstücke und kann von den Anliegern einen Erschließungsbeitrag erheben, unabhängig davon, ob diese die geschaffenen öffentlichen Einrichtungen nutzen oder nicht.
Beispiel 2
Herstellungsbeitrag nach Kommunalabgabengesetz: Die Kommune errichtet eine Abwasserkanalisation (mit Klärwerk und sonstigen Nebenanlagen) für ein traditionell bebautes Gebiet und erhebt dafür nicht von allen Nutzern dieser Anlage, sondern nur von den Grundstückseigentümern, einen Herstellungsbeitrag nach Maßgabe des Investitionsaufwandes. Dieser offensichtliche Verstoß gegen das Gleichbehandlungsgebot wird gerechtfertigt mit Hilfe des Kommunalabgabengesetzes. Dort ist zwar festgelegt, dass nur diejenigen Grundstückseigentümer beitragspflichtig sind, „denen die Möglichkeit der Inanspruchnahme dieser Einrichtungen besondere Vorteile bietet“; da aber der Gesetzgeber versäumt hat, festzulegen, was ein „besonderer“ Vorteil ist, machen die Kommunen (mit Unterstützung der Gerichte) mehrheitlich alle Grundstückseigentümer beitragspflichtig. Davon sind in letzter Zeit besonders in Ostdeutschland viele Wohnungseigentümer, zum Teil existenzbedrohend, betroffen, deren Grundstücke nicht zur Erwirtschaftung von Einkünften etwa durch Vermietung oder Gewerbe geeignet sind.

### Kommunale Abgaben eigener Art

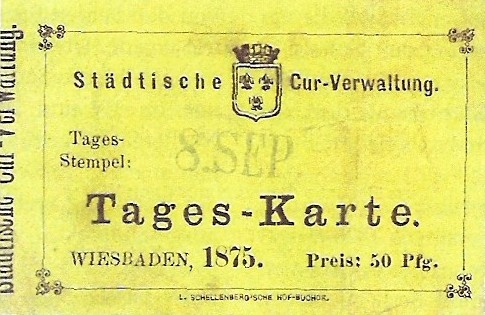
Kurkarte Wiesbaden 1875

Darunter fallen alle kommunalen Abgaben, die den Kategorien Steuern, Gebühren und Beiträge nicht eindeutig zugeordnet werden können.
Beispiel
Kurtaxe: Mischform zwischen Gebühr und Beitrag. Eine Kurtaxe wird erhoben, gleichgültig, ob die Fremdenverkehrseinrichtungen genutzt werden. Andererseits können Fremdenverkehrseinrichtungen konkret genutzt werden (§ 43 Kommunalabgabengesetz Baden-Württemberg Kurtaxe).

## Rechtsgrundlage
Rechtsgrundlage für die Erhebung von Kommunalabgaben sind die Kommunalabgabengesetze, die allerdings nicht von den Gemeinden erlassen werden, sondern Landesrecht darstellen. Sie regeln im jeweiligen Bundesland den Erlass kommunaler Abgabensatzungen, welche die Gemeinden berechtigen, bestimmte Kommunalabgaben im Rahmen ihres Steuerfindungsrechts zu erheben. So bestimmt § 1 Kommunalabgabengesetz (KAG) NRW, dass Gemeinden und Gemeindeverbände berechtigt sind, nach Maßgabe dieses Gesetzes Abgaben (Steuern, Gebühren und Beiträge) zu erheben, soweit nicht Bundes- oder Landesgesetze etwas anderes bestimmen. Auch hierdurch wird deutlich, dass „Abgaben“ der Oberbegriff für Steuern, Gebühren und Beiträge sind. Kommunalabgaben dürfen gemäß § 2 KAG NRW nur auf Grund einer Satzung erhoben werden. Die Satzung muss den Kreis der Abgabeschuldner, den die Abgabe begründenden Tatbestand, den Maßstab und den Satz der Abgabe sowie den Zeitpunkt ihrer Fälligkeit angeben.
Für eine kommunale Friedhofsgebühr muss beispielsweise eine kommunale Friedhofsgebührensatzung vorliegen, die im Einzelfall festlegt, wer, wann, was zu zahlen hat. Bezüglich des Verfahrens der konkreten Erhebung der Gebühr ist das jeweilige Kommunalabgabengesetz und weiter die Abgabenordnung heranzuziehen.
Die von der Stadt Tübingen im Januar 2022 eingeführte Steuer auf Einwegverpackungen und Einweggeschirr (Verpackungssteuer) ist nach einem Urteil des Bundesverwaltungsgerichts (BVerwG) rechtmäßig. Die klagende Systemgastronomiekette McDonald’s hatte in der Vorinstanz noch obsiegt. Das BVerwG stellte klar, dass Speisen zum Mitnehmen „typischerweise“ sehr bald gegessen würden und damit meist im Gemeindegebiet blieben. Es handele sich also um eine örtliche Steuer im Sinne des Art. 105 Abs. 2a Satz 1 GG. Die Satzung stehe zudem nicht im Widerspruch zu den Abfallregeln des Bundes. Beide verfolgten exakt dasselbe Ziel – nämlich die Abfallvermeidung.

## International
In Österreich ist die wichtigste eigene Einnahme der Gemeinden die Kommunalabgabe. Hierzu gehört die Lohnsummensteuer der Arbeitnehmer, die Gebrauchsabgabe, Getränkesteuer, Grundsteuer, Tierhaltungsabgabe, Vergnügungssteuer und Werbeabgabe.
In der Schweiz gehören zu den Gemeindesteuern die Einkommenssteuer, Vermögenssteuer, Kopfsteuer/Personalsteuer, Liegenschaftssteuer als direkte Steuern sowie die Sackgebühr, Abwassergebühr, Hundesteuer und Billettsteuer als indirekte Steuern.

## Wirtschaftliche Aspekte
Die Kommunalabgaben stellen eine wesentliche Einnahmequelle für die Kommunalfinanzen im Gemeindehaushalt dar. Durch die vielen Abgabe-Arten und die unterschiedlichen Steuerobjekte und Steuerschuldner sind Kommunalabgaben meist breit gestreut. Ein Teil von ihnen ist konjunkturreagibel (Gewerbesteuern), andere Teile nicht (Grundsteuern). Da typischerweise Gemeinden ihre Ausgaben eng an ihre Einnahmen binden („Parallelverhalten“), ergeben sich insbesondere bei kommunalen Investitionen deutlich prozyklische Effekte bei Investitionsausgaben. Durch die Gemeindefinanzreform vom Oktober 1969 wurde hierbei in Deutschland gegengesteuert, indem die Gemeinden einen Teil ihrer Gewerbesteuern durch die Gewerbesteuerumlage an höhere Ebenen abgeben müssen (redistributive Funktion; § 6 GemFinRefG) und im Gegenzug Teile der Einkommen- und Kapitalertragsteuer erhalten (§ 1 GemFinRefG). Die Erträge aus dem kommunalen Finanzausgleich sind die wichtigste Einnahmequelle. Dadurch sind die Kommunen über den Steuerverbund nach Art. 106 Abs. 5 und Abs. 5a  GG auch an der Einkommensteuer und an der Umsatzsteuer beteiligt. Je mehr Kommunalabgaben eine Gemeinde erzielen kann, umso unabhängiger wird sie vom Finanzausgleich.
Kommunalabgaben wirken auf die Steuerschuldner wie Steuern, sie führen zur Minderung des Einkommens (Privathaushalte) oder Gewinns (Unternehmen), schränken Investitionen, Konsum und Sparen dieser Wirtschaftssubjekte ein und werden deshalb auch als Zwangssparen bezeichnet. Das kann bei zu hohen Kommunalabgaben dazu führen, dass Wirtschaftssubjekte ihren Geschäftssitz oder Wohnsitz wechseln, weil das Steuerniveau in Nachbarkommunen geringer ist (Steuerwettbewerb). Umgekehrt kann der Steuerwettbewerb auch dazu führen, dass Kommunen durch Abgabensenkung den Standort für Gewerbeansiedlungen attraktiver machen können (Wirtschaftsförderung).